# Bulbophyllum hexurum
Bulbophyllum hexurum là một loài phong lan thuộc chi Bulbophyllum.